# BEAT (木村カエラの曲)
BEAT（ビート）は、木村カエラのメジャー4枚目のシングルで、コロムビアミュージックエンタテインメントから2005年10月5日に発売。

## 解説
- 奥田民生プロデュース。
- 奥田のシングルで、自身初出演映画「カスタムメイド10.30」主題歌「トリッパー」と同時発売し、木村が同曲のミュージック・ビデオにも出演している。
- 随所に奥田らしさが入っており「民生節が入っている」と共に出演したJAPAN COUNTDOWNで語った。
- 変わった感じを出そうってことで他の歌よりは低く歌っている事をJ-WAVE　TOKIO HOT 100で明かした。[1]。
- 2018年2月7日に奥田民生によるセルフカバープロジェクト「カンタンカンタビレ」の一環として奥田自身による宅録バージョンが配信開始となった。[2]

## 曲目
（全作詞：木村カエラ／作曲・編曲：奥田民生）
1. BEAT
テレビ神奈川『saku saku』 2005年10月度エンディングテーマ
2. ROCK ON
3. BEAT（instrumental）
4. ROCK ON（instrumental）

## 収録アルバム
- Circle (#1、Album ver.)
- 5years (#1)